# Yaşar Kemal
Yaşar Kemal (IPA: /jaʃaɾ kemal/, Osmaniye, 1923. október 6. – Isztambul, 2015. február 28.) török író.
Művei külföldön is megjelentek. Több török és nemzetközi irodalmi díjat kapott, többször Nobel-díjra is jelölték.

## Életrajz
Szülei az első világháború alatt, 1915-ben az előrenyomuló cári orosz hadak elől menekülve vetődtek délre az Oszmán Birodalom kelet-anatóliai végeiből.
Tizenhárom éves korában találkozott Bartók Bélával. (A zeneszerző akkoriban – a Törökországban dolgozó Rásonyi László nyelvész közvetítésével – meghívást kapott Mustafa Kemal Atatürk köztársasági elnöktől, és népdalgyűjtő körutat tehetett a dél-anatóliai Adana környékén).
1940-ben jelenik meg Yaşar Kemal első verse, 1943-ban népköltési gyűjteménye.
Az irodalmi sikert az 1955-ben megjelent A sovány Mehmed című regénye hozza meg, amely 1963 óta magyarul is olvasható.
1997-ben Frankfurtban Günter Grasstól vette át a német könyvkiadók Békedíját.
Az ankarai Bilkent egyetem díszdoktorrá fogadta.
Egyik legújabb könyvének címe: Nézd! Vérzik az Eufrátesz!

## Művei
- Bütün hikayeler, Cem Yayinevi,[3] Isztambul, 1975
- Kuşlar da gitti, Milliyet Yayin Ltd.,[4] Isztambul, 1978
- Teneke (magyarul: Bádogdoboz), Milliyet Yayin Ltd., Isztambul, 1978

## Magyarul
- A sovány Mehmed; ford. Koryürek Péter, bev. Hazai György; Magvető, Bp., 1963 (Világkönyvtár)
- Ördögszekerek útján (törökül: Ortadirek); ford. Tasnádi Edit; Magvető, Bp., 1983, ISBN 963-271-810-0
- Az Ararát legendája; ford. Sipos Áron; Jószöveg Műhely, Bp., 2012